# Marlene Mattos
Marlene Mattos (São José de Ribamar, 27 de abril de 1950) é uma empresária, diretora e produtora de televisão brasileira.
Foi durante quase duas décadas a empresária da apresentadora Xuxa. As duas se conheceram em 1983, quando Marlene trabalhava na TV Manchete e seguiu na Globo, nos programas "Xou da Xuxa", "Xuxa Park" e "Planeta Xuxa". Porém, em 10 de julho de 2002, o jornalista João Gabriel de Lima escreveu na Revista Veja, que as duas romperam relações pessoais e profissionais.
Além da "Rainha dos Baixinhos", Marlene Mattos também agenciou a carreira de diversos ídolos do esporte, por exemplo, as jogadoras de vôlei Virna e Leila, os futebolistas Dida e Kaká, e o nadador Xuxa.

## Biografia
Em 1985, Marlene começou a trabalhar na Rede Globo como datilógrafa e passou por várias áreas diferentes.
Em 1993, Marlene foi a responsável pela vinda da Dangerous World Tour, de Michael Jackson, para o Brasil. De todas as turnês do Astro Pop, essa foi a única que aterrissou no Brasil.
Em 2000, foi promovida a diretora de núcleo, um dos cargos mais altos da emissora. Foi também diretora do Programa Mais Você de Ana Maria Braga e do Jovens Tardes.
Em 2002, Xuxa e Marlene Mattos romperam a parceria. Durante uma gravação do "Planeta Xuxa", a apresentadora respondeu uma observação grosseira da ex-parceira: "Faça o seu trabalho que eu faço o meu". Em abril do mesmo ano, ela assinou contrato com Kléber de Paula, o Bambam, ex-Big Brother Brasil, entre outros.
Em 2004, após 19 anos na Rede Globo ela trocou a emissora pela TV Bandeirantes. Lá exerceu o posto de diretora artística por 10 meses. A saída de Marlene da Bandeirantes ocorreu em 1º de novembro de 2004.
Em 2005, ela foi escolhida para ser diretora geral do programa Os Amigos Vegetais, que foi exibido pela Rede Record e produzido pela Big Idea Brasil em parceria com a emissora. No mesmo ano foi diretora do programa amigas invisíveis pela Rádio Globo, onde ficou pouco menos de 1 ano no ar sendo trocado pelo programa se liga Brasil
Em 2009, o jornal Folha de S.Paulo e o colunista João Paulo Cabral, do site Revista Universo, anunciaram Marlene como nova diretora do SBT. Ela foi responsável pelo programa de Netinho de Paula, o Show da Gente que estreou no dia 9 de maio de 2009, mas teve sua transmissão interrompida em março de 2010, em função do Netinho de Paula disputar o cargo de Senador em São Paulo nas eleições daquele ano. Mesmo não eleito, o programa não voltou ao ar. Devido a isso, a diretora deixou a emissora para se dedicar a um projeto de documentário sobre a Amazônia.
Em 2014, chegou a ser diretora geral do "Histórias do Bem", quadro apresentado por Brueth Carvalho no Programa Amaury Jr., na Rede TV!, mas a parceria acabou não durando muito tempo.
Foi diretora do Canal a Cabo E+TV. Após a falência do canal, virou administradora de um hotel-fazenda no Sergipe e em março de 2017, passou a dirigir o canal do YouTube de Karol Veiga.
Em 2018, é convidada por Netinho de Paula para ser diretora de programação da TV da Gente. Nas Eleições estaduais em São Paulo em 2018, Mattos trabalhou como consultora de imagem na campanha de Marcelo Cândido ao Governo de São Paulo.
Em 2019, é anunciada como diretora do Programa da Gente na RedeTV!.
Em abril de 2021, registrou uma ocorrência contra Xuxa na 42ª DP (Recreio), na zona oeste do Rio, por calúnia. Em novembro do mesmo ano, após 19 anos, se reúne com Xuxa, para a gravação da série que contará a vida da Rainha dos Baixinhos.
Em janeiro de 2024, foi anunciada como diretora do dominical Geral do Povo, na RedeTV!, com a apresentação de Geraldo Luís.